# Vali
Vali, eller wali (arabiska: ولي, plural ʾawliyāʾ أولياء), är ett ord inom den islamiska världen med flera betydelser. Gud själv omtalas som vali i Koranen (2:257): "Gud är de troendes beskyddare." Andra betydelser är bundsförvant, vän, hjälpare. Inom sufismen har ordet betydelsen helig person, helgon och inom juridiken betyder det vårdnadshavare eller förmyndare.
Vali var i Osmanska riket benämningen på ståthållarna för de största administrativa områdena, vilâyeten (provinserna). Dessa styrde vilâyeten tillsammans med ett provinsråd. Bland annat innehade Muhammad Ali Pascha och hans efterföljare i osmanska Egypten denna titel från 1805 fram till 1867, då man i stället antog titeln khediv.
Titeln användes även om Omans och senare Zanzibars provinsguvernör i Mombasa och används numera sedan 1997 om provinsguvernörer i Marocko. Inom sufismen är det en kortform för waliullah, "Guds vän". Ordet wali förekommer även som personnamn, såsom i Mustafa Sayyed El-Wali.

## Inom islam

### Wilayahversen
I vers 5:55 i Koranen står det:
"Era beskyddare (wali) är inga andra än Gud och Hans Sändebud och de [övriga] troende - de som förrättar bönen och betalar allmoseskatten och som böjer rygg och knän [inför Gud]." (5:55)
Både sunnitiska och shiitiska lärda accepterar att versen handlar om att Ali gav allmoseskatten till en fattig person när han var i bugande position under bönen. Men endast shiiter tolkar detta som att han blev den islamiske profeten Muhammeds legitime efterträdare. Tabari återberättar i sin tolkningsbok Tafsir al-Tabari från Mujahid att versen uppenbarats gällande Ali ibn Abi Talib, då han gav allmoseskatten samtidigt som han stod bugande [i bön]. Imamiterna argumenterar att denna vers visar på att Ali samt de felfria imamerna är "de troende" i koranversen och därmed är de wali då de gett en behövande person en ring samtidigt som de bett.

### I traditioner

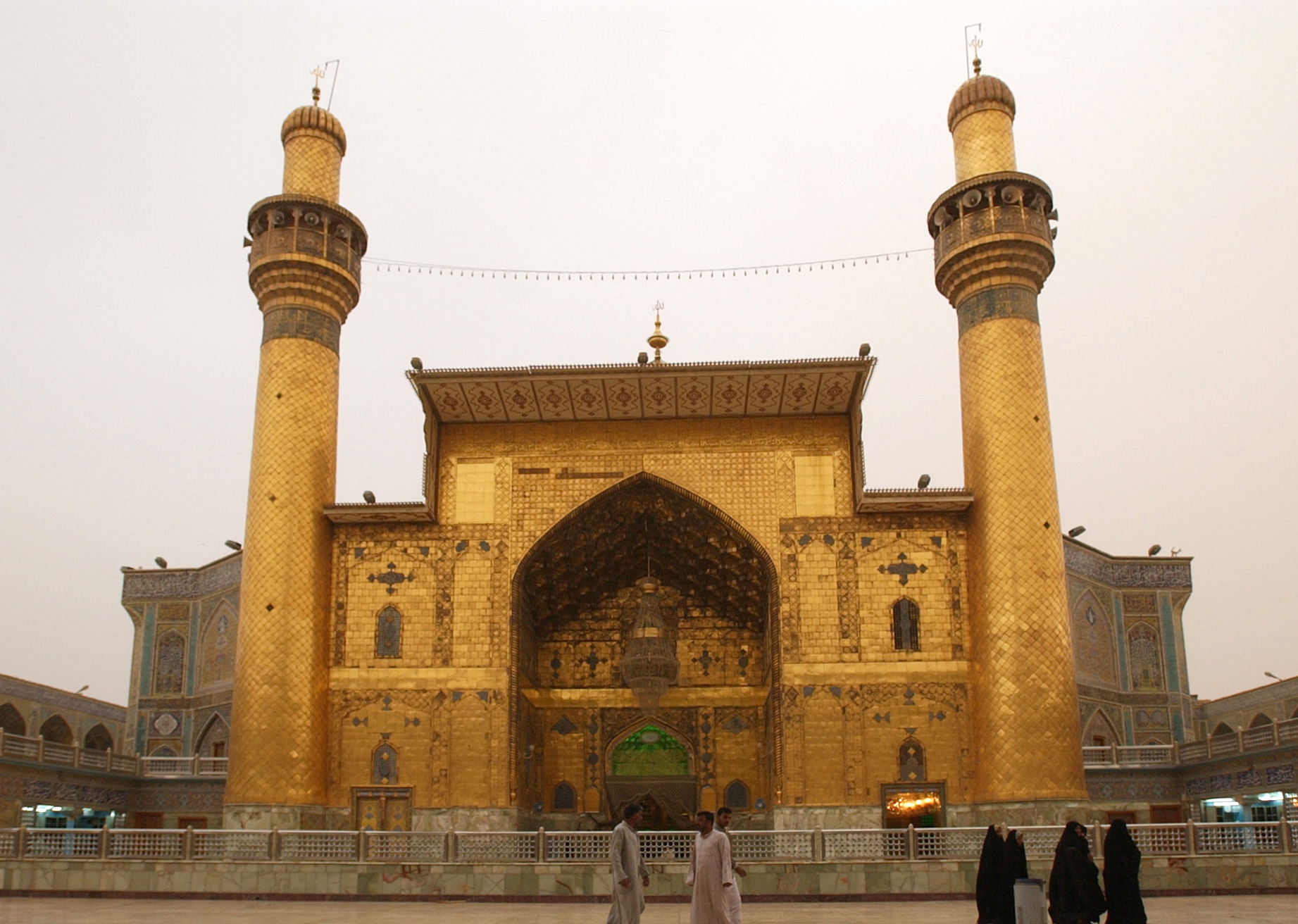
Helgedomen tillhörande den förste shiaimamen Ali ibn Abi Talib i Najaf, Irak.

Det har återberättats en hadith att Muhammed sa att Ali är från honom och att han är från Ali, och att Ali är alla troendes wali efter honom. En liknande hadith har återberättats av profeten om att Ali är hans ställföreträdare/kalif för alla troende efter honom. Den wahhabitiske al-Albani har även skrivit att källan till föregående hadith är god. I en annan återberättelse i Sahih al-Bukhari har både Umar och Abu Bakr använt ordet wali med betydelsen efterträdare, eller uttryckt sitt ledarskap över muslimerna med tanke på ordets riktiga betydelse. Det har återberättats att när folket allierade sig med Abu Bakr efter alliansen till honom i Saqifa talade han till folket och sa att han blivit deras wali, samtidigt som han inte var den bästa av dem.

### Inom shiaislam

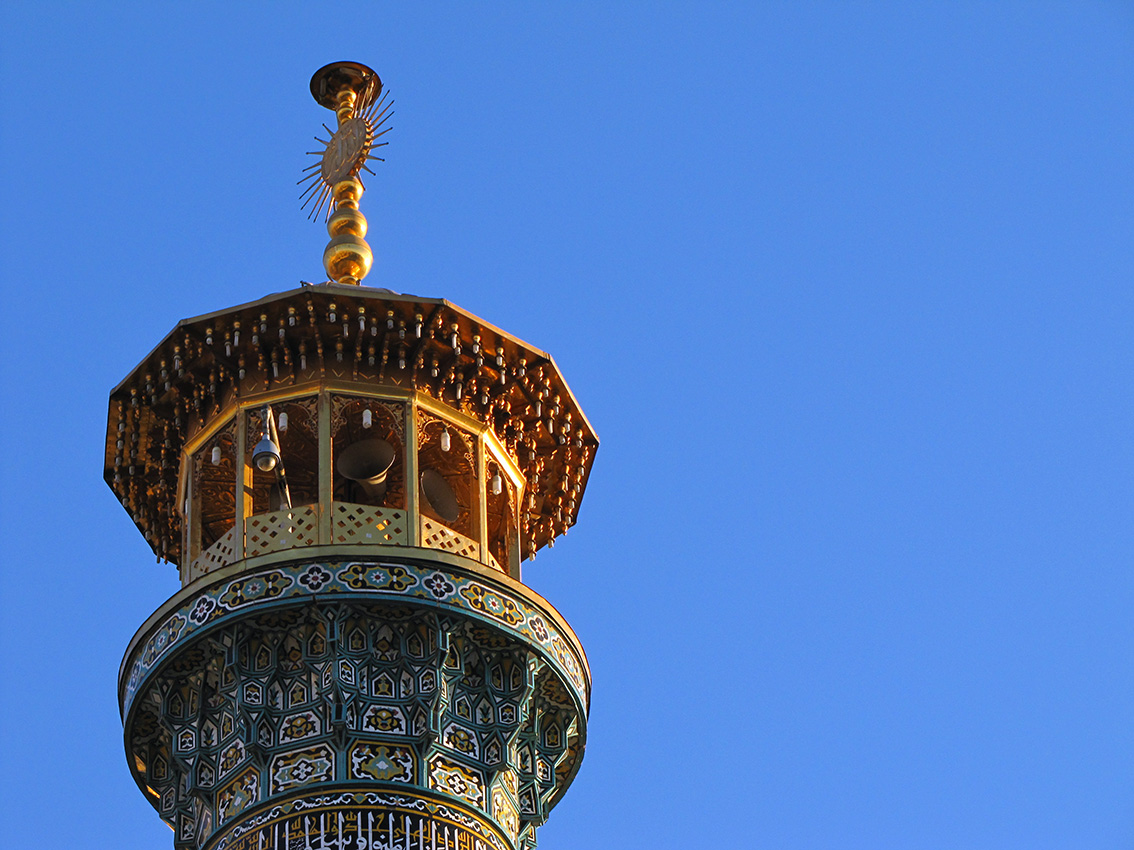
En minaret som spelar upp böneutrop.

Hadither har refererat dessa speciella troende till den fjärde kalifen och förste shiaimamen Ali ibn Abi Talib.
Ayatolla Khamenei anses idag av många shiamuslimer vara wali för världens muslimers ärenden (persiska: ولی امر مسلمین جهان). Detta är eftersom de anser att den rättslärd som uppfyller alla villkor ska leda det islamiska samhället under den tolfte shiaimamen Mahdis fördoldhet, i enlighet med rationella argument och traditioner. Ayatolla Khamenei är även accepterad av majoriteten av de lärda och folket i Iran.
Shiamuslimer brukar lägga till meningen Ashhadu anna 'aliyan waliullah (ordagrant: Jag vittnar om att Ali är Guds förmyndare [över folket]) i böneutropet, eftersom de anser att Gud placerat förmyndarskapet (arabiska: ولاية) hos honom likt Gud placerat profetskapet hos Muhammed. Dock tillhör inte denna mening böneutropet egentligen och därmed ska man inte recitera meningen med avsikten att den tillhör böneutropet.